# Воловик ясно-жовтий
Воловик ясно-жовтий (Anchusa ochroleuca) — вид рослин з родини шорстколистих (Boraginaceae), поширений у Європі від Балкан до Росії та в Казахстані.

## Опис
Рослина 0.30–0.70 м. Прямі стебла волосисті. Листки від подовжених до лінійних зазвичай шириною менше 1 см. Квітки від блідо-жовтих до білих, 0.7–1 см. Плоди 4-частинні, довжиною 3 мм і шириною 2 мм.

## Поширення
Поширений у Європі від Балкан до Росії та в Казахстані.